# Enrico VI di Lussemburgo
Enrico VI di Lussemburgo (1250 circa – Worringen, 5 giugno 1288) fu conte di Lussemburgo, di Durbuy, di La Roche e di Arlon, dal 1281 alla sua morte.

## Origine
Secondo la Histoire généalogique de la maison royale de Dreux (Paris), Luxembourg, Enrico era figlio del conte di Lussemburgo, di La Roche e di Arlon, Enrico V e della moglie, Margherita di Bar (1220 - 1275), che ancora secondo la Histoire généalogique de la maison royale de Dreux (Paris), Luxembourg, era figlia di Enrico II di Bar conte di Bar e di Filippa di Dreux, discendente (pronipote) dal re Luigi VI di Francia, figlia di Roberto II di Dreux e di Yolanda di Coucy.
Enrico V di Lussemburgo, secondo la Histoire du Limbourg, vol VI: Codex diplomaticus Valkenburgensis., era figlio del Duca di Limburgo e Conte di Arlon, Valerano III e della sua seconda moglie, la contessa di Lussemburgo, di La Roche e di Durbuy, Ermesinda, che, secondo il Gisleberti Chronicon Hanoniense, era figlia del conte di Lussemburgo e di Namur, Enrico IV e della sua seconda moglie, Agnese di Gheldria, figlia di Enrico I, Conte di Gheldria e Agnese di Arnstein.

## Biografia
Nel 1270, suo padre, Enrico V, decise di partecipare alla ottava crociata e fece testamento; però arrivò a Tunisi dopo che San Luigi IX era morto, allora seguì il principe Edoardo d'Inghilterra, in quella che è considerata la nona crociata, tra il 1271 ed il 1272.
Durante l'assenza del padre, Enrico, rafforzò l'alleanza col cugino, il duca di Lorena, Federico III, e lo zio, il conte di Bar, Teobaldo II, che il padre confermò al suo ritorno.
Suo padre, Enrico, secondo la Histoire ecclésiastique et civile du duché de Luxembourg et comté ..., Volume 5, morì, dopo aver fatto ritorno nella contea di Lussemburgo dalla nona crociata, nel 1274, fu inumato nell'abbazia di Clairefontaine, oggi inglobata nel comune di Arlon, dove fu raggiunto, un anno dopo, dalla moglie Margherita di Bar. Secondo altri storici Enrico morì nel 1281, a Magonza.
Enrico succedette al padre come Enrico VI di Lussemburgo e nella contea di Arlon, come ci conferma la Histoire ecclésiastique et civile du duché de Luxembourg et comté ..., Volume 5.
Enrico entrò in conflitto col vescovo di Liegi, Jean d'Enghien, per il possesso di alcuni territori, ma fu sconfitto e dovette ritirarsi; ebbe però la sua rivincita poiché catturò il vescovo durante una partita di caccia nella zona di Buglione, lo imprigionò nel castello di Lussemburgo e lo rilasciò dopo cinque mesi dietro il pagamento di un riscatto.
Secondo John Allyne Gade, nel suo Luxembourg in the Middle Ages (non consultato), Enrico entrò in contrasto anche con il vescovo di Treviri, circa nuovi tributi agli abitanti di Treviri per l'attraversamento della Mosella, e per questo fu scomunicato.
Tra il 1282 ed il 1283, si ebbe il problema della successione nel ducato di Limburgo: la duchessa di Limburgo, Ermengarda era morta tra la seconda metà del 1282 e la prima metà del 1283, come ci informa la Histoire du Limbourg, vol IV: Codex diplomaticus Dalemensis.; comunque la duchessa era senz'altro morta il 18 luglio 1283, in quanto nel documento n° CCL della Histoire du Limbourg, vol VI: Codex diplomaticus Valkenburgensis., Rinaldo cita la moglie (Domina Irmengardis) defunta (bone memorie).
Ermengarda non aveva lasciato eredi.
A Ermengarda succedette il marito, Reginaldo I di Gheldria, come si evince dai vari documenti della Histoire du Limbourg, vol VI: Codex diplomaticus Valkenburgensis., in cui Rinaldo si definisce, conte di Gheldria e duca di Limburgo, che governava il ducato di Limburgo, col beneplacito del re di Germania, Rodolfo I d'Asburgo, che gli aveva accordato vita natural durante il ducato, come ci viene confermato dal documento n° CCXLV della Histoire du Limbourg, vol VI: Codex diplomaticus Valkenburgensis., datato 19 maggio 1282, in cui si concede a Rinaldo di succedere alla moglie, nel caso di un suo prematuro decesso.
Il Limburgo era rivendicato anche dal cugino, Adolfo V di Berg, che non potendo far valere la propria ragione con le armi, vendette i diritti sul ducato al duca di Lorena e del Brabante, Giovanni I, che ora rivendicava il Limburgo.
Secondo la Histoire ecclésiastique et civile du duché de Luxembourg et comté ..., Volume 5, Enrico partecipò ad una Lega che appoggiava Reginaldo e prese parte alla guerra per il possesso del Limburgo.
Fu richiesta una mediazione, a cui parteciparono anche il conte di Fiandra, Guido di Dampierre ed il conte di Hainaut, Giovanni I, come ci comprovano i documenti CCLIX, CCLX e CCLXI della Histoire du Limbourg, vol VI: Codex diplomaticus Valkenburgensis., che, conclusa nel 1287, prevedeva che a Reginaldo sarebbe succeduto Enrico.
La decisione non diede soddisfazione a Giovanni I, che intraprese una vera e propria azione di conquista sul ducato di Limburgo e la guerra si concluse con la battaglia di Worringen (7 luglio 1288), dove Giovanni I sconfisse Reginaldo ed Enrico e i loro alleati; l'ultima fase della guerra è descritta nella Histoire ecclésiastique et civile du duché de Luxembourg et comté ..., Volume 5, dall'assedio al castello di Worringen (Chorweiler), vicino a Colonia, sino alla morte di Enrico e alla cattura di Reginaldo che pose termine alla battaglia ed alla guerra.
Enrico durante la battaglia aveva saputo che il fratello, Valerano era morto ed aveva cercato lo scontro con Giovanni I, venendo ucciso da uno scudiero di Giovanni (anche gli altri due fratelli di Enrico, Baldovino ed Enrico, furono uccisi). La morte di Enrico, nel 1288, vicino al castello di Worringen, viene confermata anche dalla Histoire généalogique de la maison royale de Dreux (Paris), Luxembourg.
 A Enrico succedette il figlio primogenito, Enrico, come Enrico (Arrigo) VII di Lussemburgo.

## Matrimonio e discendenza
Enrico, all'incirca il 22 maggio 1265, aveva sposato, come ci viene confermato dalla Histoire généalogique de la maison royale de Dreux (Paris), Luxembourg, Beatrice d'Avesnes, figlia di Baldovino d'Avesnes (settembre 1219-10 aprile 1295), signore di Beaumont e di Felicita di Coucy, figlia di Tommaso di Coucy Signore di Vervins e della moglie Matilde di Rethel; suo padre era il fratello di Giovanni d'Avesnes, conte di Hainaut, figli di Burcardo d'Avesnes e di Margherita II delle Fiandre. Inoltre Beatrice era cugina prima di Giovanni, erede della contea di Hainaut e futuro conte d'Olanda. Beatrice portò in dote le signorie di Dourlers, Thierimont e Consorre. Beatrice sopravvisse al marito (morì il 25 febbraio 1321 a Valenciennes e fu tumulata nell'abbazia di Beaumont a Valenciennes) e, secondo John Allyne Gade, nel suo Luxembourg in the Middle Ages (non consultato), fu reggente della contea sino alla maggior età del figlio, Enrico, stipulando la pace con Giovanni I di Brabante. Dal 1295 si ritirò a Valenciennes.
Enrico da Beatrice ebbe cinque figli:
- Enrico (1274 - 1313), succedette al padre come conte di Lussemburgo poi re dei Romani e Imperatore del Sacro Romano Impero[34];
- Valerano (Walramo) (che morì nell'assedio di Brescia del 1311), signore di Dourlers, Thierimont e di Consorre[31];
- Felicita († 1336), sposa di Jean Tristan (m. 1309), conte di Lovanio[35]
- Baldovino (1285 – 1354), arcivescovo di Treviri[31], dal 1307 al 1354;
- Margherita († 1336), monaca a Lille poi a Marienthal e priora dell'abbazia di Beaumont a Valenciennes[35].

## Ascendenza
|                          |                   |                            | Genitori                                    |  |  | Nonni |  |  | Bisnonni               |  |  | Trisnonni             |  |
|                          |                   |                            |                                             |  |  |       |  |  | Enrico III di Limburgo |  |  | Enrico II di Limburgo |  |
|                          |                   |                            |                                             |  |  |       |  |  | Enrico III di Limburgo |  |  | Enrico II di Limburgo |  |
|                          |                   | Matilde di Saffenberg      |                                             |  |  |       |  |  | Enrico III di Limburgo |  |  |                       |  |
| Valerano III di Limburgo |                   |                            |                                             |  |  |       |  |  | Enrico III di Limburgo |  |  |                       |  |
|                          |                   | Sofia di Saarbrücken       | Simone I di Saarbrücken                     |  |  |       |  |  |                        |  |  |                       |  |
|                          |                   | Sofia di Saarbrücken       | Simone I di Saarbrücken                     |  |  |       |  |  |                        |  |  |                       |  |
|                          |                   | Sofia di Saarbrücken       | Mechilde di Sponheim                        |  |  |       |  |  |                        |  |  |                       |  |
| Enrico V di Lussemburgo  |                   | Sofia di Saarbrücken       |                                             |  |  |       |  |  |                        |  |  |                       |  |
|                          |                   | Enrico IV di Lussemburgo   | Goffredo I di Namur                         |  |  |       |  |  |                        |  |  |                       |  |
|                          |                   | Enrico IV di Lussemburgo   | Goffredo I di Namur                         |  |  |       |  |  |                        |  |  |                       |  |
|                          |                   | Enrico IV di Lussemburgo   | Ermesinde di Lussemburgo, contessa di Namur |  |  |       |  |  |                        |  |  |                       |  |
| Ermesinda di Lussemburgo |                   | Enrico IV di Lussemburgo   |                                             |  |  |       |  |  |                        |  |  |                       |  |
|                          |                   | Agnese di Gheldria         | Enrico I di Gheldria                        |  |  |       |  |  |                        |  |  |                       |  |
|                          |                   | Agnese di Gheldria         | Enrico I di Gheldria                        |  |  |       |  |  |                        |  |  |                       |  |
|                          |                   | Agnese di Gheldria         | Agnese d'Arnstein                           |  |  |       |  |  |                        |  |  |                       |  |
| Enrico VI di Lussemburgo |                   | Agnese di Gheldria         |                                             |  |  |       |  |  |                        |  |  |                       |  |
|                          | Teobaldo I di Bar | Rinaldo II di Bar          |                                             |  |  |       |  |  |                        |  |  |                       |  |
|                          | Teobaldo I di Bar | Rinaldo II di Bar          |                                             |  |  |       |  |  |                        |  |  |                       |  |
|                          | Teobaldo I di Bar | Agnese di Blois            |                                             |  |  |       |  |  |                        |  |  |                       |  |
| Enrico II di Bar         | Teobaldo I di Bar |                            |                                             |  |  |       |  |  |                        |  |  |                       |  |
|                          |                   | Ermesinda di Bar-sur-Seine | Guido I di Bar-sur-Seine                    |  |  |       |  |  |                        |  |  |                       |  |
|                          |                   | Ermesinda di Bar-sur-Seine | Guido I di Bar-sur-Seine                    |  |  |       |  |  |                        |  |  |                       |  |
|                          |                   | Ermesinda di Bar-sur-Seine | Pétronille de Chacenay                      |  |  |       |  |  |                        |  |  |                       |  |
| Margherita di Bar        |                   | Ermesinda di Bar-sur-Seine |                                             |  |  |       |  |  |                        |  |  |                       |  |
|                          |                   | Roberto II di Dreux        | Roberto I di Dreux                          |  |  |       |  |  |                        |  |  |                       |  |
|                          |                   | Roberto II di Dreux        | Roberto I di Dreux                          |  |  |       |  |  |                        |  |  |                       |  |
|                          |                   | Roberto II di Dreux        | Agnese de Baudemont                         |  |  |       |  |  |                        |  |  |                       |  |
| Philippa di Dreux        |                   | Roberto II di Dreux        |                                             |  |  |       |  |  |                        |  |  |                       |  |
|                          |                   | Yolande de Coucy           | Raoul I di Coucy                            |  |  |       |  |  |                        |  |  |                       |  |
|                          |                   | Yolande de Coucy           | Raoul I di Coucy                            |  |  |       |  |  |                        |  |  |                       |  |
|                          |                   | Yolande de Coucy           | Agnese di Hainaut                           |  |  |       |  |  |                        |  |  |                       |  |
|                          |                   | Yolande de Coucy           |                                             |  |  |       |  |  |                        |  |  |                       |  |

### Letteratura storiografica
- P.J. Blok, "Germania 1273-1313", cap. VIII, vol. VI (Declino dell'impero e del papato e sviluppo degli stati nazionali) della Storia del mondo medievale, 1999, pp. 332–371
- (LA)  Histoire du Limbourg, vol VI: Codex diplomaticus Valkenburgensis.
- (LA)  Histoire du Limbourg, vol VII: Annales Rodensis.
- (FR)  Histoire du Limbourg, vol III: Codex diplomaticus Dalemensis.
- (FR)  Histoire ecclésiastique et civile du duché de Luxembourg et comté ..., Volume 4.
- (FR)  Histoire ecclésiastique et civile du duché de Luxembourg et comté ..., Volume 5.
- (FR)  Histoire généalogique de la maison royale de Dreux (Paris), Luxembourg.